# 国防专利审查中心
国防专利审查中心，位于北京市海淀区新街口外大街23号，是中央军事委员会装备发展部直属事业单位。

## 简介
2008年，国防专利审查中心成立。主要职责是承担国防专利的申请、受理和审查以及相关研究培训工作。这是中华人民共和国唯一承担国防专利审查工作的军队事业单位。国防专利由中国人民解放军总装备部国防知识产权局受理并审查，具体工作由国防专利审查中心承担。
2016年，在深化国防和军队改革中，国防专利审查中心由中国人民解放军总装备部转隶中央军委装备发展部。

## 历任主任
- 王宏宇（？—）[2][4]